# Mirna Mazić
Mirna Mazić (ur. 24 grudnia 1985 w Zagrzebiu) – chorwacka koszykarka, reprezentantka kraju, uczestniczka Igrzysk Olimpijskich w Londynie, obecnie zawodniczka Olympiacos Pireus.

## Kluby
- Umana Wenecja
- ŽKK Medveščak Zagrzeb
- Esperides Glifada
- Energa Toruń
- Paniónios BC
- ŽKK Novi Zagreb